# Михайловка (Карасукский район)
Миха́йловка — село в Карасукском районе Новосибирской области. Административный центр Михайловского сельсовета.

## География
Площадь села — 69 гектаров.

## История
Основано в 1910 году. В 1928 году посёлок Михайловский состоял из 28 хозяйств, основное население — украинцы. Находился в составе Царско-Сельского сельсовета Черно-Курьинского района Славгородского округа Сибирского края.

## Население
| 2002 | 2007 | 2010 |
| ---- | ---- | ---- |
| 608  | ↗641 | ↘573 |

## Инфраструктура
В селе по данным на 2007 год функционируют 1 учреждение здравоохранения, 2 образовательных учреждения.